# Sektzia Nes Tziona FC
El Sektzia Nes Tziona FC (en hebreo: סקציית כדורגל נס-ציונה‎) es un equipo de fútbol de Israel que juega en la Liga Leumit de fútbol, la segunda división de fútbol en el país.

## Historia
Fue fundado en el año 1955 en la ciudad de Nes Tziona, al sur de Tel Aviv con el nombre FS Nes Tziona luego de que dos equipos de la ciudad se fusionaran. En ese mismo año logran el ascenso a la cuarta división nacional.
En la temporada 1962/63 logra el ascenso a la Liga Alef, y tres años después asciende a la Liga Leumit, la que en ese entonces era la primera división nacional, donde jugó por dos temporadas hasta que descendió en la temporada 1967/68.
Durante la década de los años 1990 estuvo en la tercera división nacional, pero por problemas administrativos es descendido hasta la cuarta división, donde jugó hasta que el club desaparece al terminar la temporada 2000/01.
El club regresa a la actividad en la temporada 2004/05 con el nombre Maccabi Ben Zvi reconocido por la Asociación de Fútbol de Israel, donde en esa temporada logra el ascenso a la Liga Alef. En el verano de 2005 cambia su nombre por el actual como una refundación, logrando el ascenso a la tercera división.
En la temporada 2008/09 logra el ascenso a la Liga Leumit, donde al terminar en segundo lugar consigue el ascenso a la Ligat ha'Al nuevamente tras más de 50 años de ausencia de la primera división.

## Palmarés
- Liga Alef (3): 1965/66, 1990/91, 2005/06
- Liga Bet (4): 1960/61, 1962/63, 1972/73, 1989/90
- Liga Artzit (1): 2008/09
- Liga Gimel (1): 1956/57